# Richard Davy
Richard Davy (* um 1465; † 1538) war ein englischer Organist, Chorleiter und Komponist.

## Leben
Über Kindheit und Jugend ist nichts bekannt. 1483 wurde er Mitglied des Magdalen College in Oxford und übernahm ab 1490 die Stelle als Organist und Chorleiter. Nachdem er wohl 1494 das College verließ, verliert sich seine Spur. Zwar sind verschiedene Angaben zu Personen mit dem Namen Richard Davy überliefert (u. a. in Blickling), doch konnte keine davon mit dem Komponisten Richard Davy identifiziert werden.
Davy schuf im Wesentlichen geistliche Musik. Seine vierstimmige Matthäuspassion gilt als die älteste Passionsmusik Englands und wird bis heute wegen ihrer kompositorischen Qualität gerühmt.